# Montgomeryita
La montgomeryita és un mineral de la classe dels fosfats que pertany i dona nom al subgrup de la montgomeryita. Rep el seu nom del mineralogista nord-americà Arthur Montgomery (1909-1999), qui va recol·lectar el primer espècimen de montgomeryita. Va ser descoberta l'any 1940 a Clay Canyon, Fairfield, Utah, Estats Units.

## Característiques
La montgomeryita és un fosfat de calci, magnesi i alumini, de fórmula Ca₄MgAl₄(PO₄)₆(OH)₄(H₂O)₁₂. Cristal·litza en el sistema monoclínic formant cristalls allargats, plans en {010} i estriats en [001]. És un mineral isostructural amb la kingsmountita, el seu anàleg de magnesi. La seva duresa a l'escala de Mohs és de 4.
Segons la classificació de Nickel-Strunz, la montgomeryita pertany a «08.DH: Fosfats amb cations de mida mitjana i gran, (OH, etc.):RO₄ < 1:1» juntament amb els següents minerals: minyulita, leucofosfita, spheniscidita, tinsleyita, jahnsita-(CaMnFe), jahnsita-(CaMnMg), jahnsita-(CaMnMn), keckita, rittmannita, whiteita-(CaFeMg), whiteita-(CaMnMg), whiteita-(MnFeMg), jahnsita-(MnMnMn), kaluginita, jahnsita-(CaFeFe), jahnsita-(NaFeMg), jahnsita-(NaMnMg), jahnsita-(CaMgMg), manganosegelerita, overita, segelerita, wilhelmvierlingita, juonniita, calcioferrita, kingsmountita, zodacita, arseniosiderita, kolfanita, mitridatita, pararobertsita, robertsita, sailaufita, mantienneita, paulkerrita, benyacarita, xantoxenita, mahnertita, andyrobertsita, calcioandyrobertsita, englishita i bouazzerita.

## Formació i jaciments
Es troba com a mineral secundari en nòduls de fosfats sedimentaris i com a mineral de l'última etapa en els nòduls de fosfat altament oxidats en pegmatites granítiques. Sol trobar-se associada a altres minerals com: carbonatofluorapatita, englishita, fairfieldita, mitridatita, robertsita, trifilita o whitlockita. Als territoris de parla catalana ha estat descrita a les mines de Gavà (Baix Llobregat), a la pedrera del Turó de Montcada (Montcada i Reixac, Vallès Occidental) i a Caune de l'Arago (Talteüll, Rosselló).